# New Hyde Park
New Hyde Park är en ort i Nassau County i delstaten New York. Vid 2010 års folkräkning hade New Hyde Park 9 712 invånare.

## Kända personer från New Hyde Park
- Crystal Dunn, fotbollsspelare